# Serjania itatiaiensis
Serjania itatiaiensis är en kinesträdsväxtart som beskrevs av G.V. Somner. Serjania itatiaiensis ingår i släktet Serjania och familjen kinesträdsväxter. Inga underarter finns listade i Catalogue of Life.